# Ermelino Matarazzo (distretto di San Paolo)
Il distretto di Ermelino Matarazzo è un distretto (distrito) della zona orientale della città di San Paolo in Brasile, situato nella subprefettura omonima. 

## Urbanizzazione
Il distretto prende il nome dall'industriale italo-brasiliano Ermelino Matarazzo (1883-1920) e ha cominciato a svilupparsi dopo il 1926 con la costruzione della stazione ferroviaria  Comendador Ermelino Matarazzo.
Oggi, l'Universidade de São Paulo ha installato un suo distaccamento (USP Leste) proprio in questo distretto.